# Мурашкин, Борис Михайлович
Бори́с Миха́йлович Мура́шкин (18 сентября 1934 — 10 сентября 2019) — советский и российский учёный, физик-теоретик, общественный деятель. Специалист в области создания ядерного оружия, Кандидат физико-математических наук; Лауреат Ленинской премии (1963).

## Биография
Родился в 1934 году в Воронеже. В 1952 году с золотой медалью окончил среднюю школу.
С 1958 года после окончания с отличием Физического факультета Московского государственного университета им. М. В. Ломоносова работал в системе Пятого Главного управления (разработка ядерного оружия) МСМ СССР.
С 1958 года направлен в закрытый город Челябинск-70, работал старшим техником, инженером, старшим инженером, руководителем группы, с 1969 года начальником Теоретического отдела Всесоюзного научно-исследовательского института технической физики. Б. М. Мурашкин был участником около шестидесяти испытаний ядерных зарядов, разработчиком направления на повышение надёжности и безопасности ядерного оружия.
С 1991 года избирался депутатом Снежинского городского Совета депутатов трудящихся. С 1997 года депутат Законодательного собрания Челябинской области.
Умер 10 сентября 2019 года в Снежинске.

## Награды
Источники:

### Ордена
- Орден «За заслуги перед Отечеством» IV степени (2005)
- Орден Ленина (1971)
- Орден Октябрьской революции (1977)

### Премии
- Ленинская премия (1963).

### Звания
- Почётный гражданин города Снежинска (2010 — «за многолетнюю плодотворную работу по укреплению обороноспособности страны, за активную общественно-политическую деятельность»[5])
- Почётный гражданин Челябинской области (11.12.2012 г. № 358[6])